# Owen Cook
Pour les articles homonymes, voir Cook, Tyler et Durden.
Owen Cook (connu également comme Tyler ou Tyler Durden), né en 1979 à Ottawa, au Canada, est un entrepreneur, auteur, coach de développement personnel et gourou de la drague. Il est cofondateur de la société Real Social Dynamics avec Nicholas Kho (CEO) et organise différents séminaires et programmes d'entraînement dans plusieurs pays, lui ainsi que d'autres coaches, mentorant ses clients (parfois clientes) dans les domaines de la séduction et des relations amoureuses.